# Г'юз (Вісконсин)
Г'юз (англ. Hughes) — місто (англ. town) в США, в окрузі Бейфілд штату Вісконсин. Населення — 471 особа (2020).

## Демографія
Згідно з переписом 2010 року, у місті мешкали 383 особи в 169 домогосподарствах у складі 123 родин. Було 373 помешкання
Расовий склад населення:
| - 97,4 % — білих - 1,3 % — корінних американців - 0,3 % — азіатів |

До двох чи більше рас належало 1,0 %. Частка іспаномовних становила 0,5 % від усіх жителів.
За віковим діапазоном населення розподілялося таким чином: 17,2 % — особи молодші 18 років, 61,1 % — особи у віці 18—64 років, 21,7 % — особи у віці 65 років та старші. Медіана віку мешканця становила 51,9 року. На 100 осіб жіночої статі у місті припадало 117,6 чоловіків;  на 100 жінок у віці від 18 років та старших — 111,3 чоловіків також старших 18 років.
Середній дохід на одне домашнє господарство  становив 64 429 доларів США (медіана — 54 485), а середній дохід на одну сім'ю — 70 089 доларів (медіана — 58 929). Медіана доходів становила 51 250 доларів для чоловіків та 35 625 доларів для жінок. За межею бідності перебувало 9,7 % осіб, у тому числі 11,8 % дітей у віці до 18 років та 5,6 % осіб у віці 65 років та старших.
Цивільне працевлаштоване населення становило 203 особи. Основні галузі зайнятості: освіта, охорона здоров'я та соціальна допомога — 27,6 %, роздрібна торгівля — 16,3 %, мистецтво, розваги та відпочинок — 9,4 %, виробництво — 8,4 %.